# Faramea lourteigiana
Faramea lourteigiana är en växtart i släktet Faramea och familjen måreväxter. Den beskrevs av Julian Alfred Steyermark. Inga underarter finns listade i Catalogue of Life.

## Beskrivning och utbredning
Arten är en buske eller ett litet träd som växer i fuktig miljö i tropikerna. Den förekommer i Amazonas, från Franska Guyana genom Brasilien till norra Peru.